# Суерский район

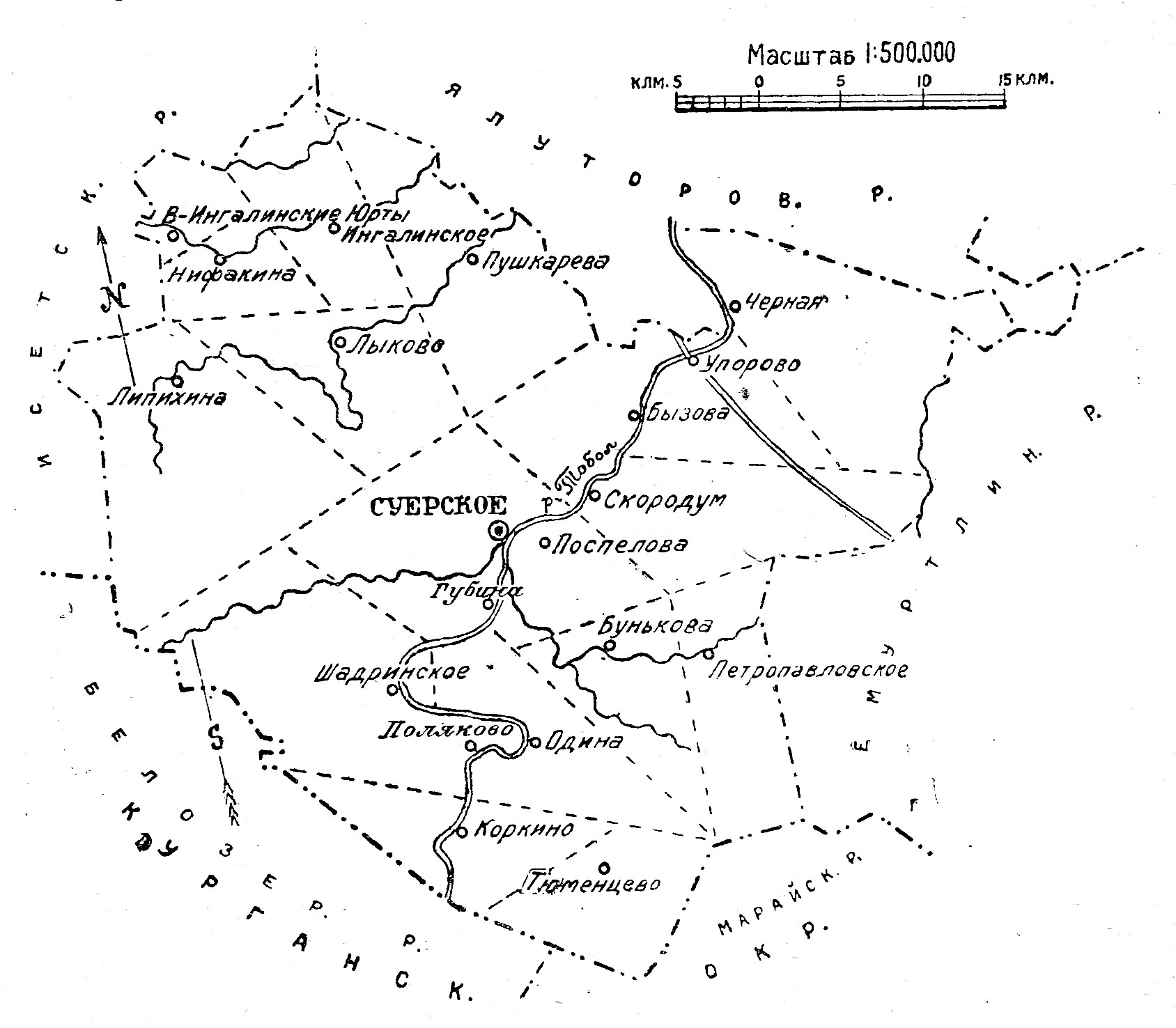
Схема района в 1928 году

Су́ерский райо́н Тюменского округа Уральской области РСФСР был образован на основании постановлений ВЦИК от 3 и 12 ноября 1923 года в составе Тюменского округа Уральской области из Ингалинской, Коркинской, Петропавловской, Суерской, Упоровской, части Мининской и части Сингульской волостей Ялуторовского уезда Тюменской губернии.
В район вошло 18 сельсоветов: Буньковский, Верх-Ингалинский, Волковский, Ингалинский, Коркинский, Липихинский, Лыковский, Моревский, Нифакинский, Одинский, Петропавловский, Поспеловский, Пушкарёвский, Скородумский, Суерский, Упоровский, Чернаковский, Шадринский.
Постановлениями президиума Уралоблисполкома: от 30/31 декабря 1925 — образованы Бызовский, Моревский, Тюменцевский и Чернаковский сельсоветы;
15 сентября 1926 года — Моревский сельсовет передан в Емуртлинский район.
Упразднён на основании постановления ВЦИК от 1 января 1932 года. Территория вошла в состав Упоровского района.